# 中国驻尼泊尔大使列表
本列表为中華人民共和國驻尼泊尔历任大使名录。

## 历任中国驻尼泊尔大使

### 中华人民共和国驻尼泊尔大使（1955年至今）
1955年8月1日，中华人民共和国与尼泊尔正式建交，并开始派遣驻尼泊尔大使。最初由驻印度大使兼任，1960年起改为专使。
| 姓名   | 任命           | 任命           | 到任           | 递交国书       | 免职           | 免职           | 离任           | 外交衔级 | 外交职务     | 备注     |
| 姓名   | 全国人大常委会 | 主席           | 到任           | 递交国书       | 全国人大常委会 | 主席           | 离任           | 外交衔级 | 外交职务     | 备注     |
| ------ | -------------- | -------------- | -------------- | -------------- | -------------- | -------------- | -------------- | -------- | ------------ | -------- |
| 袁仲贤 | 1955年8月6日   | 1955年8月1日   | 1955年7月25日  | 1955年8月3日   | 1956年1月23日  | 1956年3月9日   | 1956年2月      | 大使     | 特命全权大使 | 驻印度兼 |
| 潘自力 | 1956年1月23日  | 1956年3月9日   | 1956年4月25日  | 1956年4月29日  | 1960年8月15日  | 1960年7月23日  | 1960年7月      | 大使     | 特命全权大使 | 驻印度兼 |
| 张世杰 | 1960年8月15日  | 1960年7月23日  | 1960年8月2日   | 1960年8月5日   | 1965年10月28日 | 1966年1月27日  | 1965年11月17日 | 大使     | 特命全权大使 |          |
| 杨公素 | 1965年10月28日 | 1966年1月27日  | 1966年3月11日  | 1966年3月16日  | 不適用         | 不適用         | 1967年7月      | 大使     | 特命全权大使 |          |
| 李步霄 | 不適用         | 不適用         | 1967年7月      | 不適用         | 不適用         | 不適用         | 1968年         | 参赞     | 临时代办     |          |
| 屠国维 | 不適用         | 不適用         | 1968年         | 不適用         | 不適用         | 不適用         | 1969年7月      |          | 临时代办     |          |
| 王泽   | 不適用         | 不適用         | 1969年7月13日  | 1969年7月27日  | 不適用         | 不適用         | 1972年8月      | 大使     | 特命全权大使 |          |
| 曹痴   | 不適用         | 不適用         | 1972年9月19日  | 1972年9月28日  | 1977年10月24日 | 不適用         | 1977年11月5日  | 大使     | 特命全权大使 |          |
| 彭光伟 | 1977年10月24日 | 不適用         | 1978年1月14日  | 1978年1月20日  | 1981年3月6日   | 不適用         | 1981年4月      | 大使     | 特命全权大使 |          |
| 马牧鸣 | 1981年5月16日  | 不適用         | 1981年5月      | 1981年5月29日  | 1983年9月2日   | 1984年4月4日   | 1983年10月12日 | 大使     | 特命全权大使 |          |
| 屠国维 | 1983年9月2日   | 1984年4月4日   | 1984年1月      | 1984年1月13日  | 1986年6月25日  | 1987年5月11日  | 1987年3月      | 大使     | 特命全权大使 |          |
| 李德标 | 1986年12月2日  | 1987年5月11日  | 1987年4月      | 1987年4月17日  | 1991年6月29日  | 1991年9月3日   | 1991年8月      | 大使     | 特命全权大使 |          |
| 邵炯初 | 1991年6月29日  | 1991年9月3日   | 1991年10月     | 1991年11月1日  | 1995年8月29日  | 1995年11月20日 | 1995年11月     | 大使     | 特命全权大使 |          |
| 张九桓 | 1995年8月29日  | 1995年11月20日 | 1995年11月29日 | 1995年12月22日 | 1998年4月29日  | 1998年6月23日  | 1998年5月      | 大使     | 特命全权大使 |          |
| 曾序勇 | 1998年4月29日  | 1998年6月23日  | 1998年5月      | 1998年6月19日  | 2000年12月28日 | 2001年9月11日  | 2001年7月      | 大使     | 特命全权大使 |          |
| 吴从勇 | 2000年12月28日 | 2001年9月11日  | 2001年8月      |                | 2003年6月28日  | 2003年9月28日  | 2003年9月      | 大使     | 特命全权大使 |          |
| 孙和平 | 2003年6月28日  | 2003年9月28日  | 2003年9月      | 2003年9月19日  | 2006年12月29日 | 2007年4月20日  | 2007年3月      | 大使     | 特命全权大使 |          |
| 郑祥林 | 2006年12月29日 | 2007年4月20日  | 2007年4月10日  | 2007年4月19日  | 2008年8月29日  | 2008年12月26日 | 2008年11月     | 大使     | 特命全权大使 |          |
| 邱国洪 | 2008年8月29日  | 2008年12月26日 | 2008年11月18日 | 2008年11月21日 | 2011年4月22日  | 2011年7月14日  | 2011年4月      | 大使     | 特命全权大使 |          |
| 杨厚兰 | 2011年4月22日  | 2011年7月14日  | 2011年6月18日  | 2011年6月20日  | 2012年12月28日 | 2013年3月13日  | 2013年3月      | 大使     | 特命全权大使 | 兼驻南盟 |
| 吴春太 | 2012年12月28日 | 2013年3月13日  | 2013年3月7日   | 2013年3月11日  | 2016年7月2日   | 2016年11月7日  | 2016年10月14日 | 大使     | 特命全权大使 | 兼驻南盟 |
| 于红   | 2016年7月2日   | 2016年11月7日  | 2016年11月7日  | 2016年11月10日 | 2018年10月26日 | 2019年1月4日   | 2018年12月     | 大使     | 特命全权大使 | 兼驻南盟 |
| 侯艳琪 | 2018年10月26日 | 2019年1月4日   | 2018年12月29日 | 2019年1月7日   | 2022年9月2日   | 2023年2月13日  | 2022年10月     | 大使     | 特命全权大使 | 兼驻南盟 |
| 陈松   | 2022年10月30日 | 2023年2月13日  | 2023年1月8日   | 2023年1月13日  | 现任           |                |                | 大使     | 特命全权大使 | 兼驻南盟 |